# Fundación P.U.P.I.
(Motto della fondazione.)

Il logo della Fundación P.U.P.I.

La Fundación P.U.P.I. (in italia P.U.P.I. Onlus) è un'organizzazione no-profit argentina con sede anche in Italia, nata nel 2001 con l’obiettivo di operare nel settore della protezione integrale dei diritti dei bambini e degli adolescenti. È stata fondata dall'ex calciatore e Vice Presidente dell'inter Javier Zanetti e da sua moglie Paula de la Fuente. Il nome P.U.P.I. deriva sia dal soprannome calcistico di Zanetti, appunto el Pupi, ma è anche un acronimo che significa Por un piberío integrado, cioè Per un'infanzia integrata.

## Attività
La sede si trova a Remedios de Escalada, provincia di Buenos Aires, dove operano un Centro di assistenza per l'infanzia e il Centro culturale comunitario ``Madre Teresa de Calcutta``. In questo stesso quartiere si trovano anche la sede logistica e il Dispositivo integrale di approccio territoriale: Casa Carla Mariani. Infine, abbiamo la P.U.P.I. Onlus con sede in Italia, le cui azioni sono destinate ad accrescere le attività della nostra istituzione in Argentina.
Con più di 20 anni di vita, la PUPI è riuscita a sviluppare un modello di intervento che promuovesse la crescita dei settori sociali più vulnerabili, a partire dalla prima infanzia fino all’adolescenza, agendo con promozione, assistenza, organizzazione e mobilitazione collettiva. Oggi la priorità della PUPI è di continuare a promuovere la politica delle pari opportunità . Siamo convinti che garantire tutti i diritti ai bambini e alle loro famiglie sia possibile e continueremo su questa strada.